# Hippocamelus bisulcus
Lo huemul del sud (Hippocamelus bisulcus Molina, 1782), noto anche come guemal, è una rara specie di cervo originaria delle regioni montuose di Argentina e Cile. Questo cervo di medie dimensioni, una delle due specie del genere Hippocamelus, è diffuso sugli elevati pendii montani e nelle fredde vallate delle Ande. L'ecologia, le abitudini e la dieta di questa specie, tuttavia, sono ancora oggetto di studio. La scarsità delle piccole popolazioni rimaste, però, rende piuttosto arduo il lavoro ai ricercatori.
Lo huemul è raffigurato sullo Stemma Nazionale del Cile e dal 2006 è stato dichiarato Monumento Naturale Nazionale.

## Descrizione

Stemma del Cile, con l'huemul sulla sinistra.

Con un corpo tozzo e le zampe corte, lo huemul del sud è ben adattato a spostarsi su terreni impervi e accidentati. Il mantello è di colore marrone o bruno-grigiastro, a eccezione delle regioni ventrali bianche e di una macchia sulla gola dello stesso colore; i peli del mantello, lunghi e fitti, offrono protezione contro il freddo e l'umidità. Le femmine pesano 70-80 kg e misurano 80 cm di altezza al garrese, mentre i maschi possono pesare fino a 90 kg e raggiungere i 90 cm di altezza. Alcuni studiosi, comunque, indicano dimensioni inferiori. Tra i giovani, che alla nascita sono privi di macchie, non vi sono differenze nelle dimensioni dovute al sesso.
Il dimorfismo sessuale è notevole. Solo i maschi sono muniti di corna, le quali cadono ogni anno verso la fine dell'inverno. I maschi presentano inoltre una caratteristica «maschera facciale» nera, a forma di cuore allungato, incorniciata da peli marroni dello stesso colore del mantello. Stranamente, per un ungulato dimorfico, le ricerche hanno dimostrato che lo huemul del sud può raggrupparsi in gruppi misti di ambo i sessi, e che il tempo trascorso in compagnia degli esemplari di sesso opposto aumenta con le dimensioni del gruppo. Inoltre, è stato scoperto che i gruppi più numerosi si incontrano sui pendii rocciosi, il che fa ipotizzare che il tasso di predazione sia minore su questi ultimi e maggiore in aree aperte come il fondo delle vallate.

## Distribuzione e habitat
Lo huemul del sud abita una vasta gamma di ambienti, spesso inospitali, come le aperte boscaglie periglaciali, le falesie meno elevate e altre aree rocciose, le foreste di montagna e le aree al limitare di queste ultime. Uno studio effettuato su una popolazione di un fiordo costiero ha mostrato che i maschi e i giovani prediligono le praterie periglaciali, mentre le femmine e i piccoli le falesie. Principale fonte alimentare della specie sono le piante del genere Gunnera.

## Biologia
Lo huemul del sud abita in gruppi le cui dimensioni dipendono da vari fattori ambientali, ma che sono quasi sempre costituiti da 2-3 esemplari, sebbene talvolta possano comprendere anche 11 capi; in passato, tuttavia, erano frequenti anche gruppi composti da 100 individui; questi gruppi sono formati dalle femmine e dai loro piccoli, mentre i maschi sono quasi sempre solitari.

## Conservazione
Sebbene in passato fosse diffuso in gran parte delle regioni sud-occidentali del Sudamerica, oggi lo huemul del sud è divenuto rarissimo. Nel 2005, in Argentina, venne stimata una popolazione di 350-600 capi, suddivisa in gruppi frammentati. Le autorità nazionali argentine sono state criticate per gli scarsi tentativi di salvare la specie nel Paese, malgrado le ricerche abbiano dimostrato che è in netto declino; proprio per questo motivo si sono resi necessari ulteriori lavori sugli ultimi habitat disponibili e l'introduzione di adeguati centri di conservazione.
Le principali minacce che incombono sulle popolazioni di huemul del sud sono l'incremento delle attività economiche e la competizione con le specie invasive. Uno studio effettuato nel Parco Nazionale di Nahuel Huapi, in Argentina, ha scoperto che la dieta degli huemul della zona è costituita da trentadue specie di vegetali. Però la più comune di queste, il faggio lenga (Nothofagus pumilio), è anche la principale fonte alimentare del cervo nobile (Cervus elaphus): ciò ha spinto i più piccoli huemul verso aree marginali e ha aumentato notevolmente la loro vulnerabilità. Nella popolazione argentina sono stati riscontrati una diminuzione del tasso di riproduzione e un aumento della morbosità; sempre nello stesso Paese, una delle principali cause di mortalità negli huemul è la predazione da parte dei puma, gli unici predatori naturali di questa specie.